# Elgå
Elgå is een plaats in de Noorse gemeente Engerdal in fylke Innlandet. Het dorp ligt aan het meer Femunden en is het eindpunt van fylkesvei 221. Elgå ligt direct ten westen van het Nationaal park Femundsmarka. Het kerkje in het dorp dateert uit 1956.